# Смольне (Нижньосілезьке воєводство)
Смольне (пол. Smolne) — село в Польщі, у гміні Ємельно Ґуровського повіту Нижньосілезького воєводства.
Населення — 83 особи (2011).
У 1975-1998 роках село належало до Лешненського воєводства.

## Демографія
Демографічна структура станом на 31 березня 2011 року:
|          | Загалом | Допрацездатний вік | Працездатний вік | Постпрацездатний вік |
| -------- | ------- | ------------------ | ---------------- | -------------------- |
| Чоловіки | 41      | 8                  | 31               | 2                    |
| Жінки    | 42      | 10                 | 25               | 7                    |
| Разом    | 83      | 18                 | 56               | 9                    |